# Buchenberg
Buchenberg település Németországban, azon belül Bajorországban. Lakosainak száma 4207 fő (2023. december 31.). Buchenberg Altusried, Wiggensbach, Weitnau, Isny im Allgäu, Waltenhofen és Kempten községekkel határos.

## Népesség
| Lakosok száma | 1462 | 2382 | 3039 | 3358 | 3943 | 4056 | 4110 | 4113 | 4212 | 4207 |
|               | 1875 | 1950 | 1975 | 1987 | 2012 | 2014 | 2016 | 2017 | 2021 | 2023 |